# Philadelphia (Neil Young)
Philadelphia is een lied dat werd geschreven door Neil Young. Het nummer diende als soundtrack voor de film Philadelphia (1993) en verscheen op het bijgaande album Philadelphia (Music from the motion picture) (1993). Daarnaast bracht hij het nummer uit op een cd-single met de volgende tracks:
1. Philadelphia (4:03)
2. Such a woman (4:36)
3. Stringman (4:08)

Vergelijkbaar met de film gaat het nummer over homorechten, terwijl het tegelijkertijd ook als liefdeslied geldt. Hij zingt dat hij soms denkt dat hij weet waar de liefde over gaat. Philadelphia is in het lied de stad van de broederliefde.
Het nummer werd verschillende malen gecoverd door andere artiesten. Het verscheen bijvoorbeeld op de albums van Lea DeLaria (Double standards, 2003), Ron Sexsmith (Borrowed tunes II - A tribute to Neil Young, 2007), Peter Gabriel (Scratch my back, 2010), Térez Montcalm (I know I'll be allright, 2013) en Brandi Carlile (Philadelphia, 2025).